# Вирола
Вирола (лат. Virola) — род растений семейства Мускатниковые. Представители рода — деревья средних размеров, произрастающие в тропических лесах Южной Америки. Для рода характерны глянцевые тёмно-зелёные листья и собранные в кистевидные соцветия маленькие жёлтые цветки, испускающие сильный аромат.
Тёмно-красная смола, истекающая из коры деревьев рода, содержит ряд триптаминовых алкалоидов. Наиболее известны из них 5-MeO-DMT (в Virola calophylla), буфотенин и ДМТ. Смола также содержит бета-карболины, которые являются обратимыми ингибиторами моноаминоксидазы и усиливают действие триптаминов.
Благодаря содержанию этих веществ смола видов Виролы используется индейцами Западной части бассейна Амазонки и бассейна Ориноко для осуществления магико-религиозных ритуалов. При этом собранная высушенная смола измельчается в порошок, смешивается с золой или известью и вдыхается в ноздри через длинную трубку.

## Виды
По информации базы данных The Plant List, род включает 48 видов:
- Virola aequatorialis Muriel & Balslev
- Virola albidiflora Ducke
- Virola bicuhyba (Schott) Warb.
- Virola caducifolia W.A. Rodrigues
- Virola calophylla (Spruce) Warb.
- Virola calophylloidea Markgr.
- Virola carinata (Spruce ex Benth.) Warb.
- Virola crebrinervia Ducke
- Virola decorticans Ducke
- Virola divergens Ducke
- Virola dixonii Little
- Virola duckei A.C.Sm.
- Virola elongata (Benth.) Warb.
- Virola flexuosa A.C. Sm.
- Virola gardneri (A.DC.) Warb.
- Virola guatemalensis (Hemsl.) Warb.
- Virola guggenheimii W.A.Rodrigues
- Virola koschnyi Warb.
- Virola kwatae Sabatier
- Virola loretensis A.C. Sm.
- Virola macrocarpa A.C. Sm.
- Virola malmei A.C. Sm.
- Virola marlenei W.A. Rodrigues
- Virola megacarpa A.H. Gentry
- Virola michelii Heckel
- Virola minutiflora Ducke
- Virola mollissima (Poepp. ex A. DC.) Warb.
- Virola multicostata Ducke
- Virola multiflora (Standl.) A.C.Sm.
- Virola multinervia Ducke
- Virola obovata Ducke
- Virola officinalis Warb.
- Virola parvifolia Ducke
- Virola pavonis (A.DC.) A.C.Sm.
- Virola peruviana (A. DC.) Warb.
- Virola polyneura W.A.Rodrigues
- Virola reidii Little
- Virola rugulosa (Spruce) Warb.
- Virola schultesii A.C.Sm.
- Virola sebifera Aubl.
- Virola sessilis (A. DC.) Warb.
- Virola steyermarkii W.A.Rodrigues
- Virola subsessilis (Benth.) Warb.
- Virola surinamensis (Rol. ex Rottb.) Warb.
- Virola theiodora (Spruce ex Benth.) Warb.
- Virola urbaniana Warb.
- Virola venosa (Benth.) Warb.
- Virola weberbaueri Markgr.

## Таксономическая схема
|  |                                                                              |                         |                         |                         |                                            |                         |                         |                         |                                                                                   |                         |                         |  | |  |  |  |
|  | отдел Цветковые, или Покрытосеменные (классификация согласно Системе APG II) |                         |                         |                         |                                            |                         |                         |                         |                                                                                   |                         |                         |  | |  |  |  |
|  |                                                                              |                         |                         |                         |                                            |                         |                         |                         |                                                                                   |                         |                         |  | |  |  |  |
|  | порядок Магнолиецветные                                                      | порядок Магнолиецветные | порядок Магнолиецветные | порядок Магнолиецветные | порядок Магнолиецветные                    | порядок Магнолиецветные | порядок Магнолиецветные | порядок Магнолиецветные | порядок Магнолиецветные                                                           | порядок Магнолиецветные | порядок Магнолиецветные |  | ещё 44 порядка цветковых растений, из которых к магнолиецветным наиболее близки порядки Канеллоцветные, Лавроцветные, Перечноцветные |  |  |  |
|  |                                                                              |                         |                         |                         |                                            |                         |                         |                         |                                                                                   |                         |                         |  | ещё 44 порядка цветковых растений, из которых к магнолиецветным наиболее близки порядки Канеллоцветные, Лавроцветные, Перечноцветные |  |  |  |
|  | семейство Мускатниковые                                                      | семейство Мускатниковые | семейство Мускатниковые | семейство Мускатниковые | семейство Мускатниковые                    | семейство Мускатниковые | семейство Мускатниковые |                         | ещё пять семейств, в том числе Анноновые, Дегенериевые, Эвпоматиевые, Магнолиевые |                         |                         |  | ещё 44 порядка цветковых растений, из которых к магнолиецветным наиболее близки порядки Канеллоцветные, Лавроцветные, Перечноцветные |  |  |  |
|  |                                                                              |                         |                         |                         |                                            |                         |                         |                         | ещё пять семейств, в том числе Анноновые, Дегенериевые, Эвпоматиевые, Магнолиевые |                         |                         |  | ещё 44 порядка цветковых растений, из которых к магнолиецветным наиболее близки порядки Канеллоцветные, Лавроцветные, Перечноцветные |  |  |  |
|  | род Вирола                                                                   | род Вирола              | род Вирола              |                         | около 20 родов, в том числе Мускатный орех |                         |                         |                         | ещё пять семейств, в том числе Анноновые, Дегенериевые, Эвпоматиевые, Магнолиевые |                         |                         |  | ещё 44 порядка цветковых растений, из которых к магнолиецветным наиболее близки порядки Канеллоцветные, Лавроцветные, Перечноцветные |  |  |  |
|  |                                                                              |                         |                         |                         | около 20 родов, в том числе Мускатный орех |                         |                         |                         | ещё пять семейств, в том числе Анноновые, Дегенериевые, Эвпоматиевые, Магнолиевые |                         |                         |  | ещё 44 порядка цветковых растений, из которых к магнолиецветным наиболее близки порядки Канеллоцветные, Лавроцветные, Перечноцветные |  |  |  |
|  | около 90 видов                                                               |                         |                         |                         | около 20 родов, в том числе Мускатный орех |                         |                         |                         | ещё пять семейств, в том числе Анноновые, Дегенериевые, Эвпоматиевые, Магнолиевые |                         |                         |  | ещё 44 порядка цветковых растений, из которых к магнолиецветным наиболее близки порядки Канеллоцветные, Лавроцветные, Перечноцветные |  |  |  |
|  |                                                                              |                         |                         |                         | около 20 родов, в том числе Мускатный орех |                         |                         |                         | ещё пять семейств, в том числе Анноновые, Дегенериевые, Эвпоматиевые, Магнолиевые |                         |                         |  | ещё 44 порядка цветковых растений, из которых к магнолиецветным наиболее близки порядки Канеллоцветные, Лавроцветные, Перечноцветные |  |  |  |
|  |                                                                              |                         |                         |                         |                                            |                         |                         |                         | ещё пять семейств, в том числе Анноновые, Дегенериевые, Эвпоматиевые, Магнолиевые |                         |                         |  | ещё 44 порядка цветковых растений, из которых к магнолиецветным наиболее близки порядки Канеллоцветные, Лавроцветные, Перечноцветные |  |  |  |
|  |                                                                              |                         |                         |                         |                                            |                         |                         |                         |                                                                                   |                         |                         |  | ещё 44 порядка цветковых растений, из которых к магнолиецветным наиболее близки порядки Канеллоцветные, Лавроцветные, Перечноцветные |  |  |  |
|  |                                                                              |                         |                         |                         |                                            |                         |                         |                         |                                                                                   |                         |                         |  | |  |  |  |
|  |                                                                              |                         |                         |                         |                                            |                         |                         |                         |                                                                                   |                         |                         |  | |  |  |  |

## Галерея

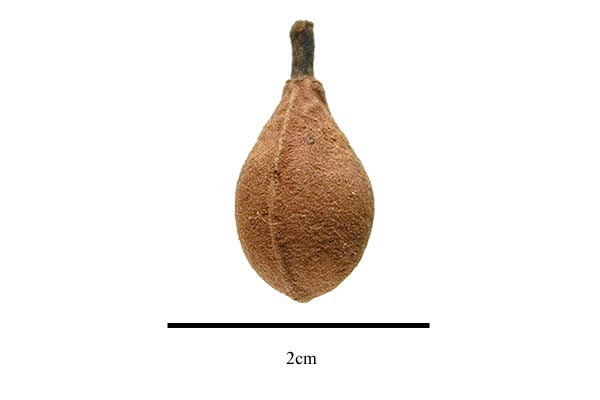
Плод Virola elongata
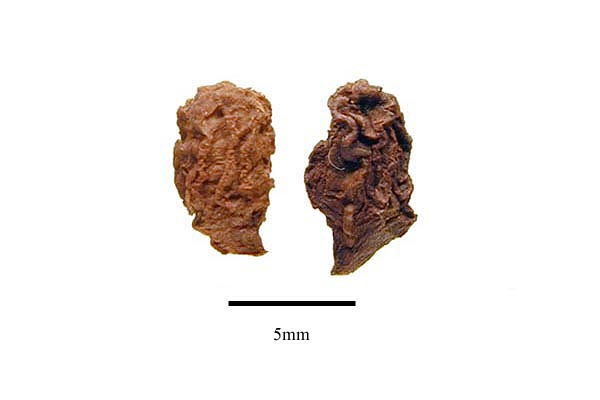
Семена Virola elongata
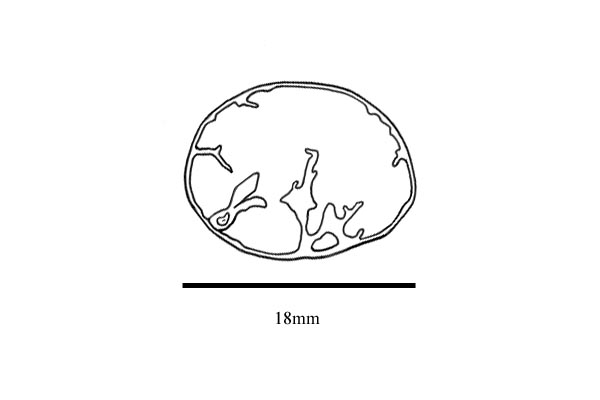
Зародыш Virola carinata